# Hanka Kupfernagel
Hanka Kupfernagel (* 19. März 1974 in Gera) ist eine ehemalige deutsche Radrennfahrerin. Sie wurde acht Mal Weltmeisterin. Über 20 Jahre war sie eine prägende Sportlerin des Frauenradrennsports. Insgesamt gewann sie 18 Medaillen bei Weltmeisterschaften, einmal Silber bei den Olympischen Sommerspielen und wurde 35-mal deutsche Meisterin.

## Sportliche Laufbahn
Hanka Kupfernagel wuchs in Neustadt an der Orla auf und begann im Alter von elf Jahren in der BSG Motor Neustadt/Orla mit dem Radsport, bevor sie mit 13 Jahren zum DDR-Leistungszentrum SG Wismut Gera wechselte.
In ihrer Spezialdisziplin, dem Querfeldeinrennen, war sie dominierend in Deutschland und gehörte zu den Besten der Welt. Als die Cyclocross-Weltmeisterschaften der Frauen im Jahr 2000 eingeführt wurden, errang sie als Erste den Titel der Weltmeisterin. In den folgenden Jahren belegte sie jedes Mal einen Podiumsplatz, in den Jahren 2001, 2005 und 2008 gewann sie weiteres Gold. Die spätere Rekord-Weltmeisterin Marianne Vos gab später an, Kupfernagel sei zu diesem Zeitpunkt ihr Idol gewesen. Auch im Straßenradsport war sie erfolgreich: Bei den Olympischen Sommerspielen 2000 in Sydney errang sie Silber im Straßenrennen und wurde dafür – wie alle deutschen Medaillengewinner bei den Olympischen Spielen 2000 – mit dem Silbernen Lorbeerblatt ausgezeichnet. Von 1997 bis 1999 war sie Erste der Weltrangliste und gewann neben zahlreichen weiteren Rennen 2007 das Einzelzeitfahren bei den Straßen-Radweltmeisterschaften in Stuttgart.
Auf der Bahn wurde sie 1991 und 1992 Juniorenweltmeisterin, konzentrierte sich aber in den folgenden Jahren auf die Straße. Erst 2004 kam sie zurück auf die Bahn und qualifizierte sich auf Anhieb mit drei dritten Plätzen bei den Weltcups in Manchester und Moskau für die Bahnweltmeisterschaften, wo sie nur knapp die Olympiaqualifikation verpasste. Im Jahr darauf musste sie aufgrund eines Burnout-Syndroms eine mehrmonatige Wettkampfpause einlegen.
Am 30. Juli 2016 absolvierte Hanka Kupfernagel im Rahmen der Après Tour Gera gemeinsam mit Weggefährten aus dem Radsport ihr Abschiedsrennen.
2018 wurde Hanka Kupfernagel als erste Frau von der Organisatorin ASO zur Regulatorin für die Deutschland Tour benannt. Dabei wird sie als Begleitung auf dem Motorrad gemeinsam mit dem Franzosen Franck Perque für den reibungslosen Ablauf des Rennens sorgen. Im Januar 2019 gab Kupfernagel nach drei Jahren Rennpause bei den deutschen Querfeldeinmeisterschaften ein kurzzeitiges Comeback, wobei sie den zweiten Platz erreichte.

## Privates und Familie
Gebürtig aus Gera in Thüringen, wuchs sie mit drei Brüdern in Neustadt an der Orla auf.
Von 1988 bis 1990 besuchte Hanka Kupfernagel die Sportschule in Gera, danach trainierte sie für ein Jahr beim ASK Frankfurt/Oder. Von 1994 bis 2000 lebte und trainierte sie in Berlin und Brandenburg. Nach der Olympiade in Sydney wurde sie zur Ehrenbürgerin der Stadt Werder an der Havel, wo sie bis 2004 lebte. Danach zog sie in die Nähe von Freiburg zu ihrem Trainer und Manager Mike Kluge, mit dem sie bis Mitte 2009 liiert war.
Seit 2013 ist sie mit dem früheren Radrennfahrer Roman Jördens liiert. Im November 2019 sind beide Eltern eines Sohnes geworden.
Auch ihr Bruder Stefan Kupfernagel war im Radrennsport erfolgreich.

## Erfolge

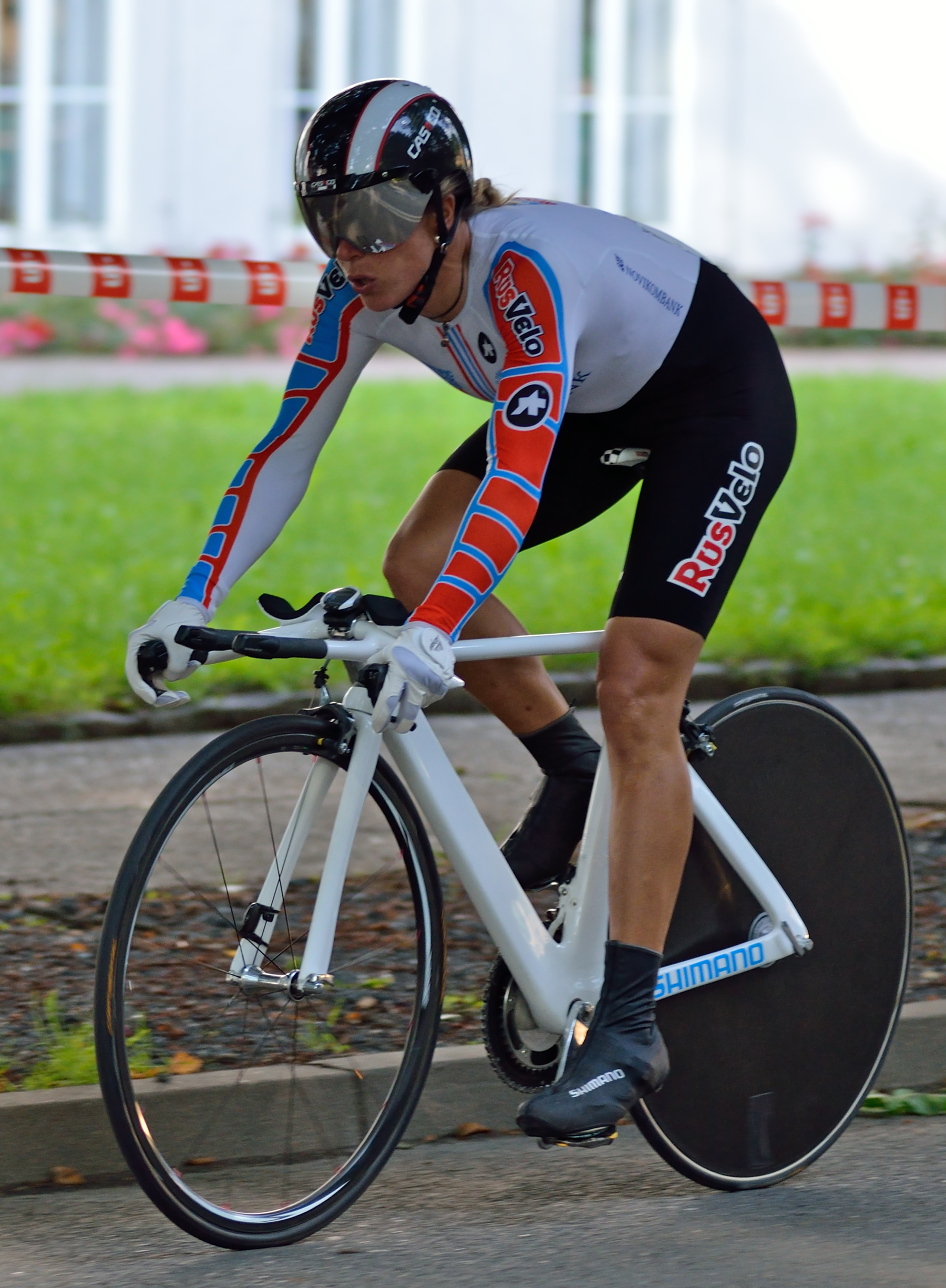
Hanka Kupfernagel bei der Internationalen Thüringen-Rundfahrt der Frauen 2012

| 1992 Weltmeisterin (Junioren) – Straßenrennen 1995 Deutsche Meisterin – Straßenrennen Deutsche Meisterin – Einzelzeitfahren Gesamtwertung Gracia Orlová 1996 Europameisterin – Straßenrennen Deutsche Meisterin – Einzelzeitfahren Gesamtwertung Gracia Orlová Gesamtwertung Tour de Feminin 1997 Deutsche Meisterin – Straßenrennen Gesamtwertung Gracia Orlová Gesamtwertung und eine Etappe Emakumeen Bira Gesamtwertung Tour de Feminin zwei Etappen Tour Cycliste Féminin 1998 Weltmeisterschaften – Straßenrennen Weltmeisterschaften – Einzelzeitfahren Deutsche Meisterin – Straßenrennen Prolog und eine Etappe Tour de l’Aude drei Etappen Gracia Orlová zwei Etappen Thüringen-Rundfahrt 1999 Deutsche Meisterin – Straßenrennen La Flèche Wallonne Féminine Prolog und zwei Etappen Tour de l’Aude Gesamtwertung und eine Etappe Emakumeen Bira Gesamtwertung Tour de Feminin Gesamtwertung und eine Etappe Gracia Orlová Gesamtwertung, zwei Etappen und Punktewertung Thüringen-Rundfahrt 2000 Olympische Sommerspiele 2000 – Straßenrennen Deutsche Meisterin – Straßenrennen Deutsche Meisterin – Einzelzeitfahren Prolog, eine Etappe und Gesamtwertung Tour de l’Aude Gesamtwertung Gracia Orlová Gesamtwertung Tour de Feminin zwei Etappen Thüringen-Rundfahrt eine Etappe und Bergwertung Holland Ladies Tour 2001 eine Etappe Vuelta Internacional a Mallorca Feminas 2002 Deutsche Meisterin – Einzelzeitfahren eine Etappe Gracia Orlová 2003 Chrono Champenois – Trophée Européen 2007 Weltmeisterin – Einzelzeitfahren Deutsche Meisterin – Einzelzeitfahren eine Etappe Emakumeen Bira Gesamtwertung und zwei Etappen Tour de Feminin Sparkassen Giro Prolog Albstadt-Frauen-Etappenrennen Gesamtsiegerin Rad-Bundesliga 2008 Deutsche Meisterin – Einzelzeitfahren 2009 eine Etappe Tour du Grand Montréal 2010 eine Etappe und Punktewertung Thüringen-Rundfahrt 2011 Deutsche Bergmeisterin eine Etappe Tour de Feminin 2012 Deutsche Bergmeisterin Prolog Thüringen-Rundfahrt | 1999/2000 Weltmeisterin Deutsche Meisterin 2000/2001 Weltmeisterin Deutsche Meisterin 2001/2002 Weltmeisterschaften Deutsche Meisterin 2002/2003 Weltmeisterschaften 2003/2004 Weltmeisterschaften Europameisterin Deutsche Meisterin Weltcup – Gesamtwertung / St. Wendel, Wetzikon, Koksijde, Nommay 2004/2005 Weltmeisterin Europameisterin Deutsche Meisterin Weltcup – Hofstade, Nommay 2005/2006 Weltmeisterschaften Europameisterschaften Deutsche Meisterin 2006/2007 Europameisterschaften Deutsche Meisterin Weltcup – Kalmthout, Pijnacker, Hofstade, Hoogerheide 2007/2008 Weltmeisterin Deutsche Meisterin Weltcup – Liévin, Hoogerheide GvA Trofee – Loenhout 2008/2009 Weltmeisterschaften Europameisterin Deutsche Meisterin Weltcup – Gesamtwertung / Tábor, Pijnacker 2009/2010 Weltmeisterschaften Deutsche Meisterin 2010/2011 Deutsche Meisterin 2011/2012 Deutsche Meisterin 2013/2014 Deutsche Meisterin 1991 Weltmeisterin (Junioren) – Punktefahren Weltmeisterschaften (Junioren) – Einerverfolgung 1992 Weltmeisterin (Junioren) – Einerverfolgung Weltmeisterschaften (Junioren) – Punktefahren 1993 Deutsche Meisterin – Einerverfolgung 1994 Deutsche Meisterin – Einerverfolgung 1995 Deutsche Meisterin – Einerverfolgung 1995 Deutsche Meisterin – Cross-Country 2007 Deutsche Meisterin – Cross-Country |